# Rocca Priora
Rocca Priora es una localidad italiana de la provincia de Roma, región de Lazio, con 11.742 habitantes.

## Evolución demográfica
| Gráfica de evolución demográfica de Rocca Priora entre 1861 y 2001 |
|                                                                    |
| Fuente ISTAT - elaboración gráfica de Wikipedia                    |

## Ciudades hermanadas
- Sohland an der Spree